# Stenungsunds Dragkampklubb
Stenungsunds Dragkampklubb startades år 1998 av en grupp arbetskamrater från AB Borealis. Föreningen var 2006 en av Sveriges största dragkampsklubbar sett till antalet medlemmar. [källa behövs]
4-7 september 2008 hölls VM i dragkamp på Stenungsunds gröna ängar med Svenska Dragkampförbundet som arrangör och Stenungsunds Dragkampklubb som värdar.